# Собор Пресвятой Девы Марии (Тромсё)
Собор Пресвятой Девы Марии  (норв.  Vår Frue kirke) — католическая церковь, находящаяся в городе Тромсё, Норвегия. Церковь является кафедральным собором территориальной прелатуры Тромсё. Собор Пресвятой Девы Марии в Тромсё является самым северным католическим собором в мире.

## История
Строительство церкви Пресвятой Девы Марии в Тромсё было закончено в 1861 году. Церковь построена в неоготическом стиле. Внутренний интерьер церкви со времени постройки несколько раз изменялся.
Зимой 1944—1945 гг. церковь использовалась для размещения беженцев из Финнмарка. 14 мая 1969 года церковь пострадала от пожара, который случился в городе. В 1967 году в храме располагалась католическая школа. В июне 1989 года собор Пресвятой Девы Марии посетил Римский папа Иоанн Павел II, который посещал Норвегию с пастырским визитом.
В настоящее время приход Пресвятой Девы Марии в Тромсё объединяет около 500 верующих различных национальностей, проживающих в Тромсё, среди которых большинство составляют норвежцы, поляки и филиппинцы.